# Хоурд, Уильям Демпстер
Уильям Демпстер Хоурд (англ. William Dempster Hoard; 10 октября 1836, Мансвилл, штат Нью-Йорк — 22 ноября 1918, Форт-Аткинсон, Висконсин) — американский политик и издатель, 16-й губернатор Висконсина (1889—1891).

## Биография

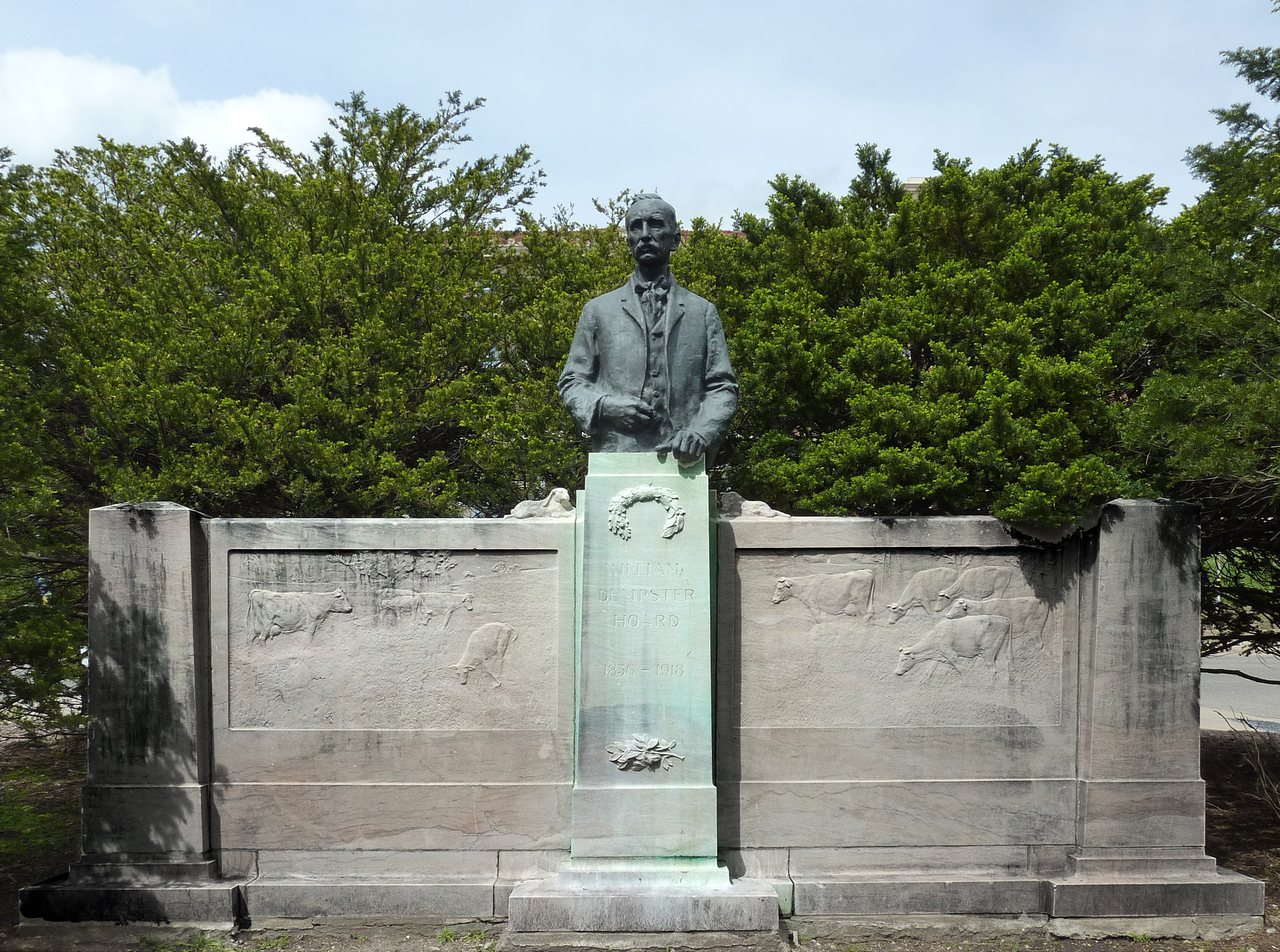
Памятник Уильяму Хоурду на кампусе Висконсинского университета в Мадисоне

Уильям Демпстер Хоурд родился 10 октября 1836 года в Мансвилле (штат Нью-Йорк). Он был старшим из четырёх детей, родившихся в семье Уильяма Брэдфорда Хоурда (William Bradford Hoard) и Сары Катрин Уайт Хоурд (Sarah Katherine White Hoard). С 16 лет Уильям Демпстер Хоурд работал на молочной ферме. В 1857 году он переехал в Висконсин и поселился в Ок-Грове. Там он жил на ферме у своих родственников, занимался рубкой дров, а также преподавал в певческой школе.
В 1861 году, после начала Гражданской войны в США, Хоурд вступил в Федеральную армию и был определён в 4-й Висконсинский пехотный полк, в составе которого весной 1862 года участвовал во взятии Нового Орлеана. Когда их полк преследовал отряды Конфедеративной армии, Хоурд серьёзно заболел, был отчислен из армии и отправился поправлять своё здоровье в штат Нью-Йорк. После выздоровления он опять вступил в армию и служил до середины 1865 года. После окончания войны Хоурд поселился в Колумбусе и занялся выращиванием хмеля. Однако вскоре цены на него упали, и Хоурд потерял все вложенные деньги.
После этого Хоурд решил стать издателем. В 1870 году в Лейк-Милс он основал еженедельную газету «Jefferson County Union», а через три года продолжил её выпуск в Форт-Аткинсоне. В 1885 году Хоурд также стал выпускать журнал «Hoard's Dairyman», который вскоре стал одним из ведущих изданий США, посвящённых сельскохозяйственной тематике. Значительное внимание Хоурд уделял развитию и усовершенствованию молочных ферм.
В 1888 году Хоурд принял участие в борьбе за пост губернатора Висконсина, выдвинув свою кандидатуру от республиканской партии. На выборах губернатора, состоявшихся 6 ноября 1888 года, его основным соперником был кандидат от демократической партии Джеймс Морган. Набрав 49,53 % голосов избирателей, Хоурд победил, вступив в должность губернатора Висконсина 7 января 1889 года. Хоурд проработал губернатором Висконсина два года, с января 1889 до января 1891 года. На этом посту он продолжил свою деятельность, направленную на улучшение работы молочных ферм и сельского хозяйства в целом. Главным достижением в этот период считается принятие в Висконсине закона Беннетта об обязательном образовании. На следующих губернаторских выборах, состоявшихся 4 ноября 1890 года, Хоурд уступил представителю демократической партии Джорджу Уилбуру Пеку (Пек набрал 51,86 %, а Хоурд — 42,71 % голосов).
После ухода с поста губернатора Хоурд продолжил свою издательскую деятельность. Параллельно с этим он активно пропагандировал развитие молочного фермерства в Висконсине и сыграл большую роль в выходе штата на лидирующие позиции в США в этом виде сельского хозяйства. В преддверии Панамо-Тихоокеанской международной выставки, проходившей в 1915 году в Сан-Франциско, специальная комиссия, назначенная губернатором Висконсина Эмануэлом Филиппом, признала Хоурда наиболее выдающимся жителем штата. 
Уильям Демпстер Хоурд скончался 22 ноября 1918 года в Форт-Аткинсоне в возрасте 82 лет.